# Maizuru
Maizuru (Japans, 舞鶴市, Maizuru-shi) is een stad in de Japanse prefectuur Kyoto. De stad bevindt zich aan een inham van de Japanse Zee.
Op 1 december 2011 had de stad een geschatte populatie van 87.956 inwoners en een dichtheid van 257 inwoners per km². De stad beslaat een gebied van 342,35 km².
De stad werd gesticht op 27 mei 1943.

## Geboren in Maizuru
- Hideaki Nitani (28 januari 1930), acteur
- Shingo Matsuura (1979), componist, musicus en bandoneonist

Steden:
Ayabe · Fukuchiyama · Joyo · Kameoka · Kizugawa · Kyotanabe · Kyotango · Kyoto (hoofdstad) · Maizuru  · Miyazu · Muko · Nagaokakyo · Nantan · Uji · Yawata

Districten:
Funai · Kuse · Otokuni · Souraku · Tsuzuki · Yosa
Gemeenten per district